# Castets (Landes)
Castets è un comune francese di 1 991 abitanti situato nel dipartimento delle Landes nella regione della Nuova Aquitania.

## Società

### Evoluzione demografica
Abitanti censiti